# Craig Horner
Craig Horner (* 24. ledna 1983) je australský herec, který se poprvé objevil v australském televizním seriálu Cybergirl. Jeho nejznámější role je Richard Cypher v televizním seriálu Legend of the Seeker.

## Životopis
Horner si zahrál roli Garryho Millera v Blue Water High a Ashe Dova v seriálu H2O: Stačí přidat vodu. Hraje hlavní roli Richarda Cyphera v seriálu Legend of the Seeker (Legenda o pátrači), který je natočen podle série knih Terryho Goodkinga, Sword of Truth.
Horner objevil lásku k herectví, když se objevil ve školních představeních A Midsummer Night's Dream a The Maids. Kromě hraní mezi jeho záliby patří skládání hudby a hraní na kytaru. Ze sportů rád hraje fotbal, volejbal a tenis, rád lyžuje, plave, jezdí na snowboardu a na kajaku.
Craig chodil luteránskou školu St Peters v Brisbane v Austrálii. Po maturitě přešel k profesionálnímu herectví. Objevil se v mnoha televizních seriálech od roku 2001, kdy se objevil jako Jackson v seriálu Cybergirl; jako bratr Jesseho Spencera v Plavat proti proudu, jako reportér v Totally Wild a jako Caleb v americkém seriálu Monarch Cove.
V roce 2008 se připojil k obsazení australského televizního seriálu pro mladé, Blue Water High, kde si zahrál surfaře Garryho Millera.

## Filmografie
| Rok       | Název filmu              | Role              | Poznámky                 |
| --------- | ------------------------ | ----------------- | ------------------------ |
| 2002      | Nejasný                  | Pete the Bus Nerd |                          |
| 2003      | Plavat proti proudu      | Ronald Fingleton  |                          |
| 2006      | Neviditelné zlo          | Richie Bernson    |                          |
| Rok       | Název televizního pořadu | Role              | Poznámky                 |
| 2001      | Cybergirl                | Jackson Campbell  | 26 epizod, hlavní role   |
| 2005      | Headland                 | Neil Slattery     | 2 epizody                |
| 2006      | Temné příběhy            |                   | poslední epizoda         |
| 2006      | Monarch Cove             | Caleb             | 8 episodes               |
| 2007–2008 | H2O: Stačí přidat vodu   | Ash Dove          | 11 epizod, vedlejší role |
| 2008      | Blue Water High          | Garry Miller      | 11 epizod, hlavní role   |
| 2008–2010 | Legend of the Seeker     | Richard Cypher    | 44 epizod, hlavní role   |